# هولوهلاوی
هولوهلاوی (به چکی: Holohlavy) یک منطقهٔ مسکونی در جمهوری چک است که در ناحیه هرادتس کرالووه واقع شده‌است. هولوهلاوی ۹۱۹ نفر جمعیت دارد.